# Бурят-Монгольская народная партия
Бурят-Монгольская народная партия (бур. Буряад-Монгол Арадай Нам) — российская региональная политическая партия, действовшая на территории Бурятской АССР (Республики Бурятия) в 1990-1997 годах. 18 сентября 1991 года в результате объединения с бурятским региональным отделением Демократической партии России организовала межпартийный блок «Гражданский союз Бурятии».
Главными целями партия ставила «политическое, экономическое и духовное возрождение бурят-монгольского народа, его территориальное воссоединение», территориальное и правовое расширение бурятской автономии, демократизацию государственного строя, расширение экономических свобод.

## Активисты
- Очиров, Михаил Надмитович
- Хамутаев, Владимир Андреевич
- Пронькинов, Игорь Трофимович
- Баторова, Галина Баторовна